# Kąty (Opole Lubelskie)
Pour les articles homonymes, voir Kąty.
Kąty (prononciation [ˈkɔntɨ]) est un village de la gmina de Wilków du powiat d'Opole Lubelskie dans la voïvodie de Lublin, située dans l'est de la Pologne.
Il se situe à environ 3 kilomètres au sud-ouest de Wilków (siège de la gmina), 14 kilomètres au nord-ouest d'Opole Lubelskie (siège du powiat) et 51 kilomètres à l'ouest de Lublin (capitale de la voïvodie).
Le village comptait approximativement une population de 114 habitants en 2007.

## Histoire
De 1975 à 1998, la ville est attachée administrativement à l'ancienne Lublin.

Depuis 1999, elle fait partie de la nouvelle voïvodie de Lublin.